# Lake Forest (Californië)
Lake Forest is een plaats (city) in de Amerikaanse staat Californië, en valt bestuurlijk gezien onder Orange County.

## Demografie
Bij de volkstelling in 2000 werd het aantal inwoners vastgesteld op 58.707.
In 2006 is het aantal inwoners door het United States Census Bureau geschat op 76.323, een stijging van 17616 (30.0%).

## Geografie
Volgens het United States Census Bureau beslaat de plaats een oppervlakte van
32,7 km², waarvan 32,4 km² land en 0,3 km² water.

## Plaatsen in de nabije omgeving
De onderstaande figuur toont nabijgelegen plaatsen in een straal van 8 km rond Lake Forest.

## Geboren
- Christine Woods (1983), actrice
- Amy Rodriguez (1987), voetbalster